# クロイソカイメン
クロイソカイメン（黒磯海綿）、学名: Halichondria (Halichondria) okadai は、フツウカイメン綱イソカイメン目のカイメン（海綿）の一種。1922年に門田治郎吉によって記載された。
種小名の okadai は日本の動物学者岡田弥一郎に因む。タイプ産地は神奈川県三浦市三崎町油壷。